# Врончин (гміна Стеншев)
Врончин (пол. Wronczyn) — село в Польщі, у гміні Стеншев Познанського повіту Великопольського воєводства.
Населення — 504 особи (2011).
У 1975-1998 роках село належало до Познанського воєводства.

## Демографія
Демографічна структура станом на 31 березня 2011 року:
|          | Загалом | Допрацездатний вік | Працездатний вік | Постпрацездатний вік |
| -------- | ------- | ------------------ | ---------------- | -------------------- |
| Чоловіки | 254     | 46                 | 188              | 20                   |
| Жінки    | 250     | 53                 | 144              | 53                   |
| Разом    | 504     | 99                 | 332              | 73                   |